# Czeski Raj

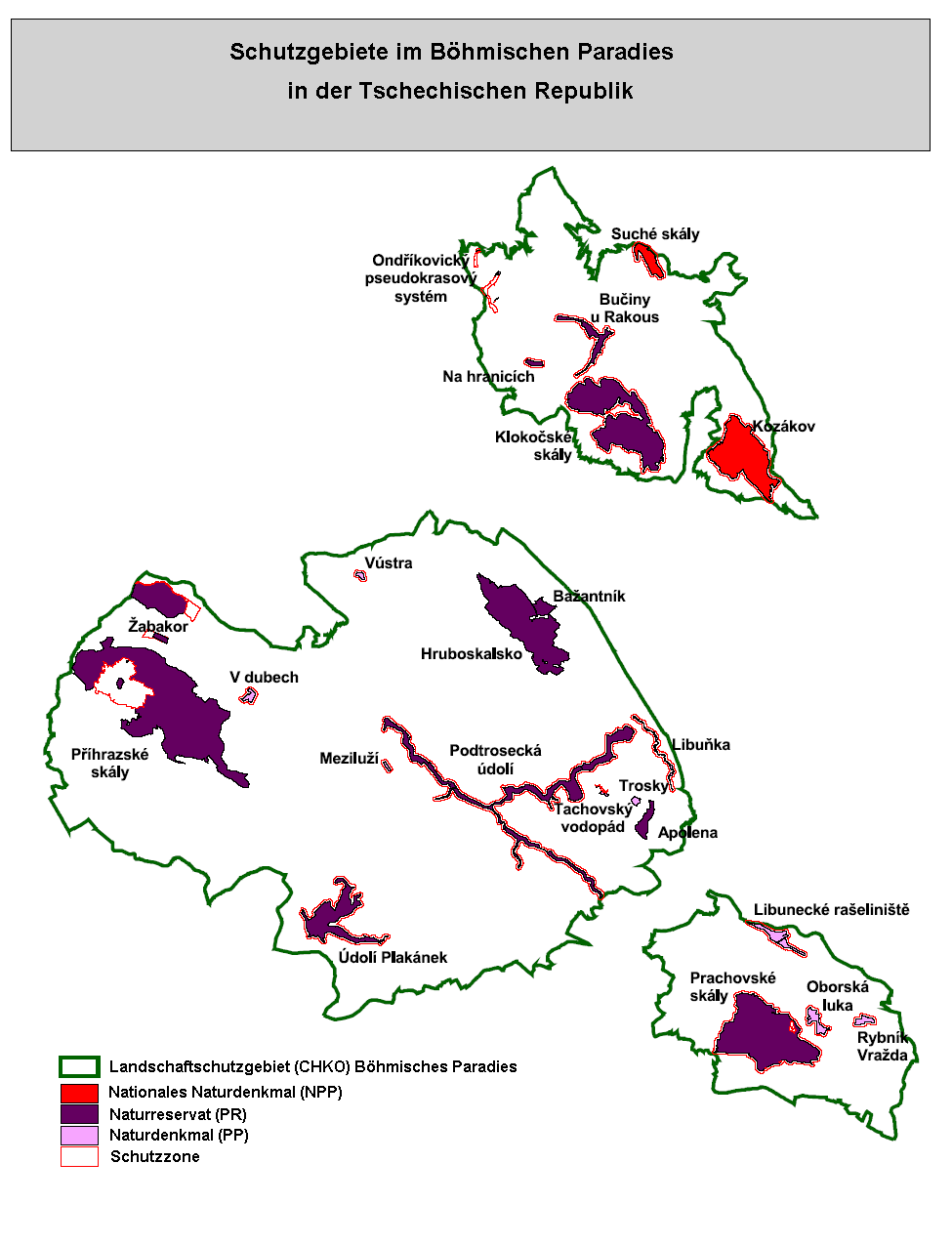
Ogólny plan obszarów chronionych w Czeskim Raju.

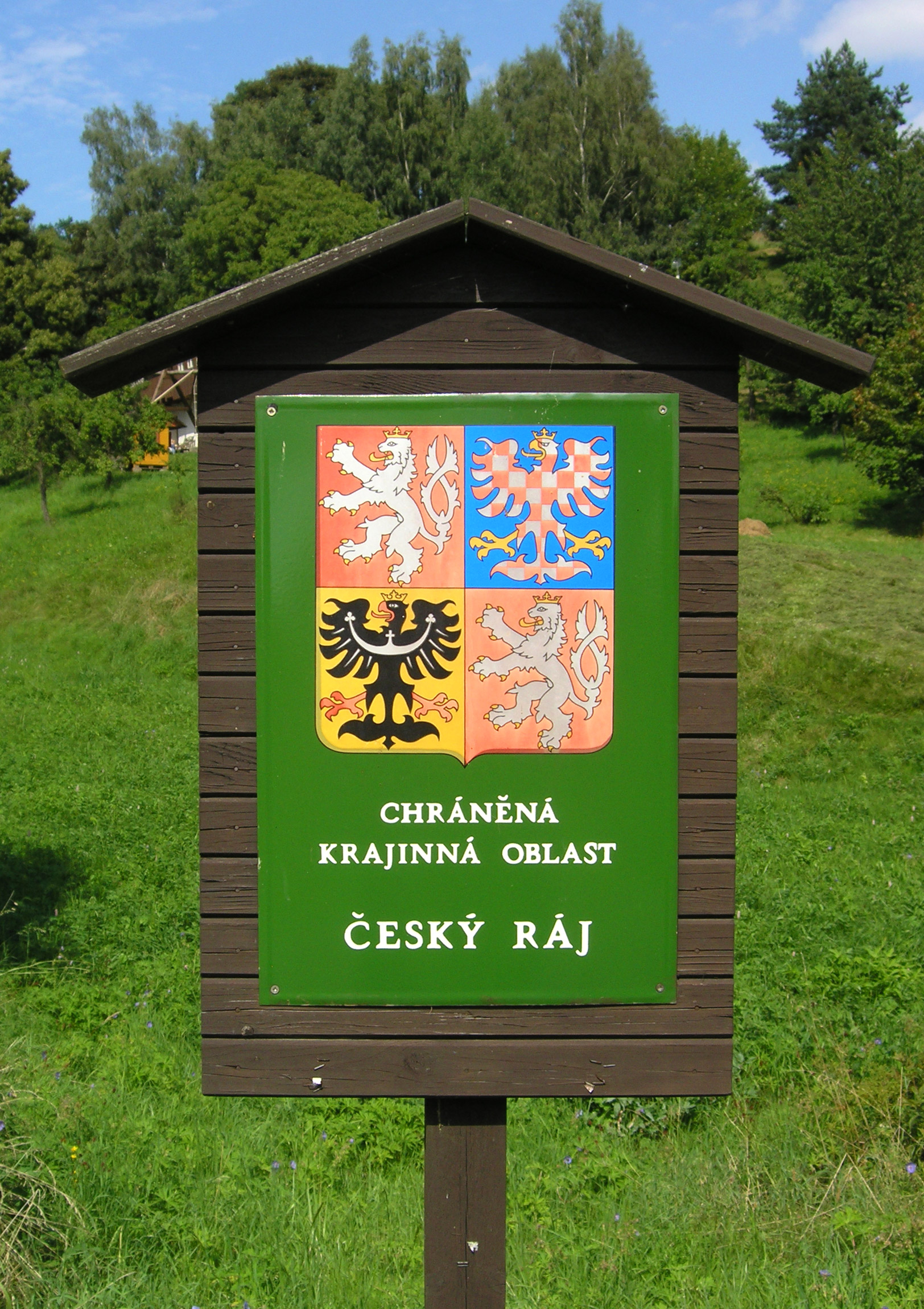
Tablica obszaru chronionego.

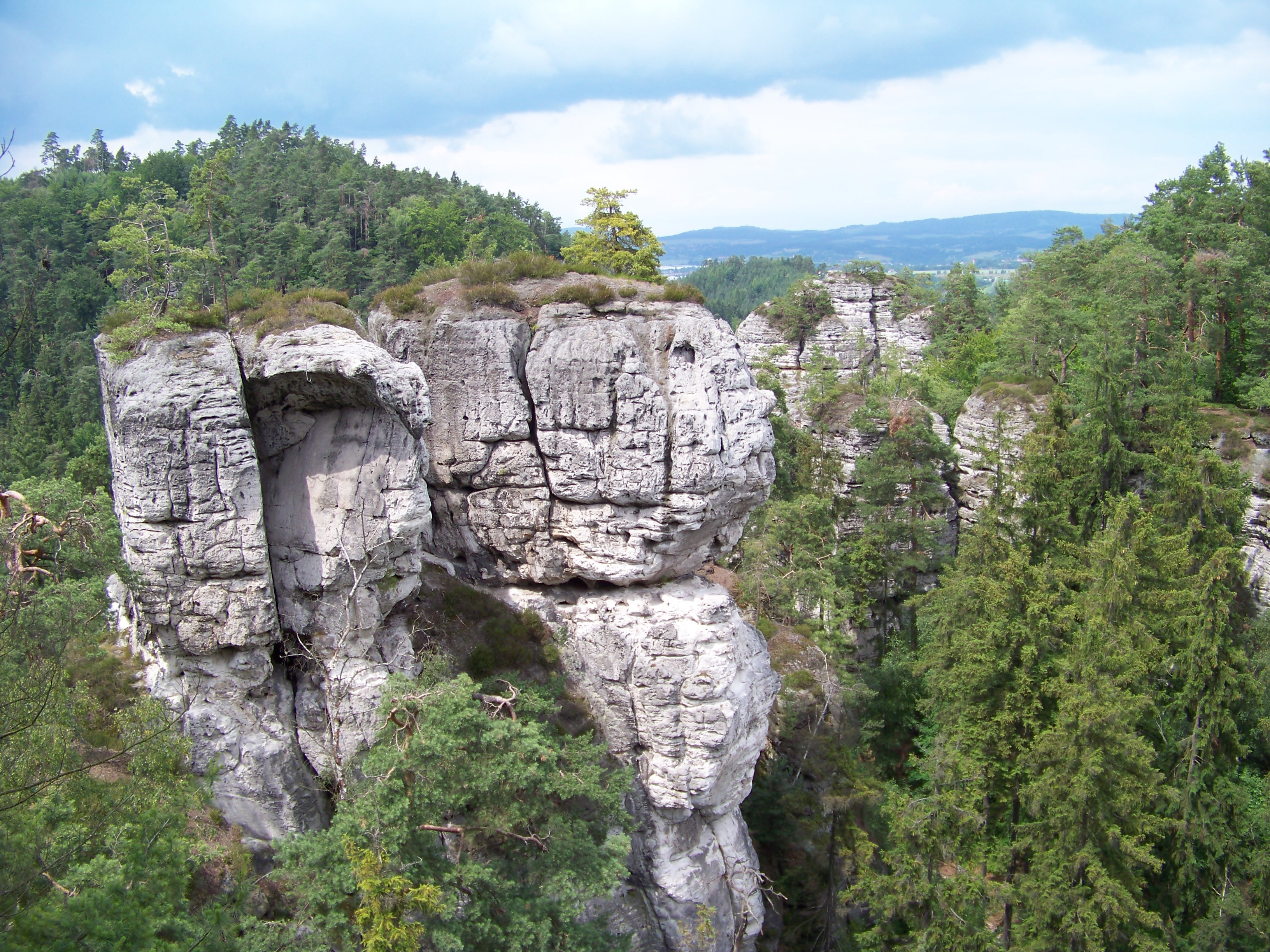
Skalne miasto Hruboskalsko.

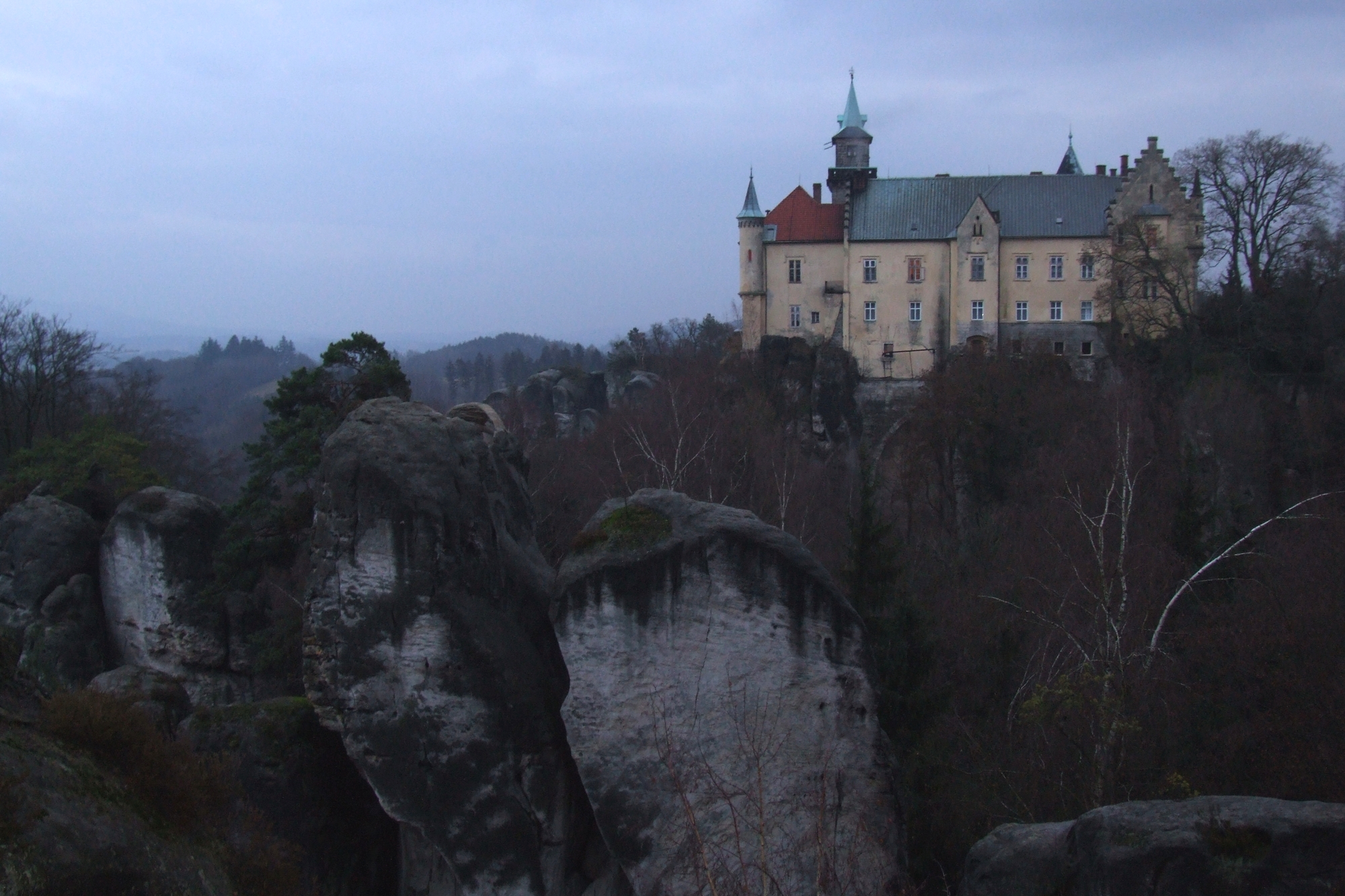
Widok na pałac Hrubá Skála z punktu widokowego Zámecká vyhlídka (Hruboskalské skalní město).

Czeski Raj (cz. Český ráj, niem. Böhmisches Paradies) – region turystyczny w północnych Czechach, położony na północny wschód od Pragi. Region ten słynie z niezwykłych formacji przyrodniczych (m.in. skalne miasta, liczne skałki) oraz pamiątek historycznych (zamki, pałace).
Jednocześnie stanowi on najstarszy obszar chronionego krajobrazu w Czechach (Chráněná krajinná oblast Český ráj, w skrócie CHKO Český ráj), utworzony w 1955 na powierzchni 95 km² (w 2002 jego powierzchnię zwiększono do obecnych 181,5 km²). Ponadto, w 2005 niespełna 700 km² terenu Czeskiego Raju oznaczono jako geopark UNESCO.
Wskazanie precyzyjnych granic, a tym samym dokładnej powierzchni regionu turystycznego określanego pojęciem "Czeski Raj" nastręcza wielu trudności. Przyjmuje się, że zlokalizowany jest on na terenie 126 gmin, pomiędzy miastami: Turnov, Semily, Nová Paka, Jiczyn i Mladá Boleslav. W związku z tym przynależy do aż trzech krajów samorządowych (odpowiednika polskich województw): libereckiego, hradeckiego oraz środkowoczeskiego. Łączną powierzchnię regionu turystycznego "Czeski Raj" określa się od 1091 km² do 1400 km².
Nazwę "Czeski Raj" nadała prawdopodobnie około 1870 grupa czeskich pisarzy i patriotów przebywających jako kuracjusze w uzdrowisku Sedmihorky, jednak pierwsze udokumentowane użycie tego terminu miało miejsce w 1886 i jest autorstwa Vaclava Durycha.
To obszar niezwykle cenny geologicznie, przyrodniczo, kulturowo i historycznie. Również stosunkowo niewielka odległość od Pragi sprawia, że region jest bardzo popularny wśród turystów (rocznie odwiedza go około 300 tysięcy osób). Znajdują się tutaj liczne szlaki turystyczne piesze i rowerowe (o znacznym stopniu trudności), wieże oraz punkty widokowe. W sezonie letnim kursują specjalne autobusy z okolicznych miejscowości. W terenie umieszczono również 22 "przystanki" przy najciekawszych formacjach przyrodniczych.
Czeski Raj otaczają miejscowości (najczęściej niewielkie miasteczka oraz wsie), w których przetrwała zabytkowa zabudowa m.in.: Jiczyn, Mnichovo Hradiště, Rovensko pod Troskami, Sobotka, Turnov i Železný Brod.

## Atrakcje przyrodnicze
- Miasto skalne Hruboskalsko (Hruboskalské skalní město),
- Prachovské skály,
- Klokočské skály,
- Betlémské skály,
- Příhrazské skály,
- Suché skály,
- Skalny labirynt Zbirohy,
- Dolina Podtrosecká údolí,
- Dolina Prokopské údolí,
- Parów Císařská chodba,
- jaskinie (Bozkovské dolomitové jeskyně, Postojna),
- Skalne palisady Izery (Skalní sruby Jizery).

## Zamki, pałace i ruiny
- Bradlec,
- Drábské světničky
- Kamenice (Konecchlumí),
- Kumburk,
- Rotštejn
- Valečov
- Zamek Bezděz,
- Zamek Dětenice
- Zamek Frýdštejn,
- Zamek Hrubá Skála
- Zamek Hrubý Rohozec,
- Zamek Humprecht,
- Zamek Kost,
- Zamek Malá Skála(inne języki),
- Zamek Mnichovo Hradiště
- Zamek Staré Hrady,
- Zamek Stránov
- Zamek Sychrov,
- Zamek Svijany
- Zamek Trosky,
- Zamek w Dětenicach
- Zamek Vranov nad Izerą
- Zamek Wallensteina,
- Zamek Zbirohy[1][2]